# Collinsia pertinens
Collinsia pertinens là một loài nhện trong họ Linyphiidae.
Loài này thuộc chi Collinsia. Collinsia pertinens được Octavius Pickard-Cambridge miêu tả năm 1875.